# Alexandru Chiculiță
Alexandru Chiculiță (Bucarest, 3 de febrero de 1961) es un deportista rumano que compitió en esgrima, especialista en la modalidad de sable. Participó en dos Juegos Olímpicos de Verano, obteniendo una medalla de bronce en Los Ángeles 1984 en la prueba por equipo.

## Palmarés internacional
| Juegos Olímpicos | Juegos Olímpicos             | Juegos Olímpicos  | Juegos Olímpicos  |
| Año              | Lugar                        | Medalla           | Prueba            |
| ---------------- | ---------------------------- | ----------------- | ----------------- |
| 1984             | Los Ángeles (Estados Unidos) | Medalla de bronce | Sable por equipos |